# Seznam uměleckých realizací ve veřejném prostoru v Ďáblicích
Seznam uměleckých realizací v Ďáblicích v Praze 8 obsahuje tvorbu výtvarných umělců umístěnou ve veřejném prostoru v katastrálním území Ďáblice. Seznam je řazen podle ulic a nemusí být úplný.

## Seznam uměleckých realizací
| Název                | Fotografie | Lokace                                         | Autor                    | Rok  | Popis               | Poznámka                                                                 |
| -------------------- | ---------- | ---------------------------------------------- | ------------------------ | ---- | ------------------- | ------------------------------------------------------------------------ |
| Dvojice pelikánů (†) |            | U Parkánu 50°8′52,12″ s. š., 14°29′1,68″ v. d. | Jiří Černoch (1926–2013) | 1983 | socha, pálená hlína | jezírko v parku při základní škole, roku 2006 údajně dáno k restaurování |